# Joy Cheptoyek
Joy Cheptoyek (* 15. Mai 2002) ist eine ugandische Leichtathletin, die sich auf den Langstreckenlauf spezialisiert hat.

## Sportliche Laufbahn
Erste internationale Erfahrungen sammelte Joy Cheptoyek im Jahr 2018, als sie bei den afrikanischen Jugendspielen in Algier über 1500 Meter nicht ins Ziel kam. 2023 siegte sie in 30:47 min beim Rennen über 10 km in Castellón und im Oktober belegte sie bei den Straßenlauf-Weltmeisterschaften in Riga in 14:50 min den sechsten Platz über 5 km. Im Dezember steigerte sie sich in Barcelona über 5 km auf 14:28 min und stellte damit einen neuen Landesrekord auf. Im Januar 2024 lief sie die 10 km in Valencia in 30:03 min und stellte damit ebenfalls einen ungandischen Rekord auf. Ende März gelangte sie bei den Crosslauf-Weltmeisterschaften in Belgrad nach 33:13 min auf den 18. Platz im Einzelrennen.

## Persönliche Bestzeiten
- 5000 Meter: 15:02,30 min, 14. Juni 2024 in Nairobi
- 10.000 Meter: 32:09,52 min, 3. Juni 2023 in Hengelo
- 5-km-Straßenlauf: 14:28 min, 31. Dezember 2023 in Barcelona (ugandischer Rekord)
- 10-km-Straßenlauf: 30:03 min, 14. Januar 2024 in Valencia (ugandischer Rekord)